# トリペンタコンタン
| トリペンタコンタン | トリペンタコンタン |
| ------------------ | ------------------ |
| CH3(CH2)51CH3      |                    |
| IUPAC名            | トリペンタコンタン |
| 分子式             | C53H108            |
| 分子量             | 745.42462          |
| CAS登録番号        | 7719-80-4          |

トリペンタコンタン (Tripentacontane) とは、直鎖状のアルカンの1種。炭素原子が53個、分岐することなく一列に連なっている。分子式はC53H108。分子量は745.42462。